# Conjux
Conjux är en kommun i departementet Savoie i regionen Auvergne-Rhône-Alpes i sydöstra Frankrike. Kommunen ligger i kantonen Ruffieux som tillhör arrondissementet Chambéry. År 2022 hade Conjux 216 invånare.

## Befolkningsutveckling
Antalet invånare i kommunen Conjux
| Referens: INSEE |